# Rəstəcə
Rəstəcə è un comune dell'Azerbaigian situato nel distretto di Ucar. Conta una popolazione di 1 069 abitanti.